# Cophura wilcoxi
Cophura wilcoxi är en tvåvingeart som beskrevs av Kaletta 1983. Cophura wilcoxi ingår i släktet Cophura och familjen rovflugor.
Artens utbredningsområde är Venezuela. Inga underarter finns listade i Catalogue of Life.